# Oscar za nejlepší krátký dokumentární film
Cena Akademie za nejlepší krátký dokumentární film je cena udělována americkou Akademií filmového umění a věd nejlepším krátkým dokumentárním filmům (s délkou do 40 minut). Poprvé byla udělena v roce 1941. Kopie každého vítězného filmu (spolu s kopiemi většiny nominovaných) jsou uloženy do filmového archivu Akademie. První ročník vyhrál propagandistický film Churchill's Island. Nejvíce těchto cen získal režisér Charles Guggenheim.

## Nominační proces
Dokumentární sekce Akademie nejprve hlasováním vybere deset snímků pro předběžnou nominaci. Poté proběhne druhé kolo hlasování, ve kterém se vybere pět nominovaných dokumentů. Celá Akademie pak hlasuje pro jeden z těchto pěti filmů. Vítězný pak získá Oscara. Na cenu mohou být nominovány maximálně dvě osoby podílející se na výrobě dokumentu, z nichž jedna musí být režisérem filmu. Nominován může být také jeden producent, ale pokud je uvedeno více producentů, kteří nejsou režiséry, dokumentární sekce Akademie vybere toho, který se podle jejího názoru na vzniku filmu podílel nejvíce.